# Synagogue portugaise d'Amsterdam

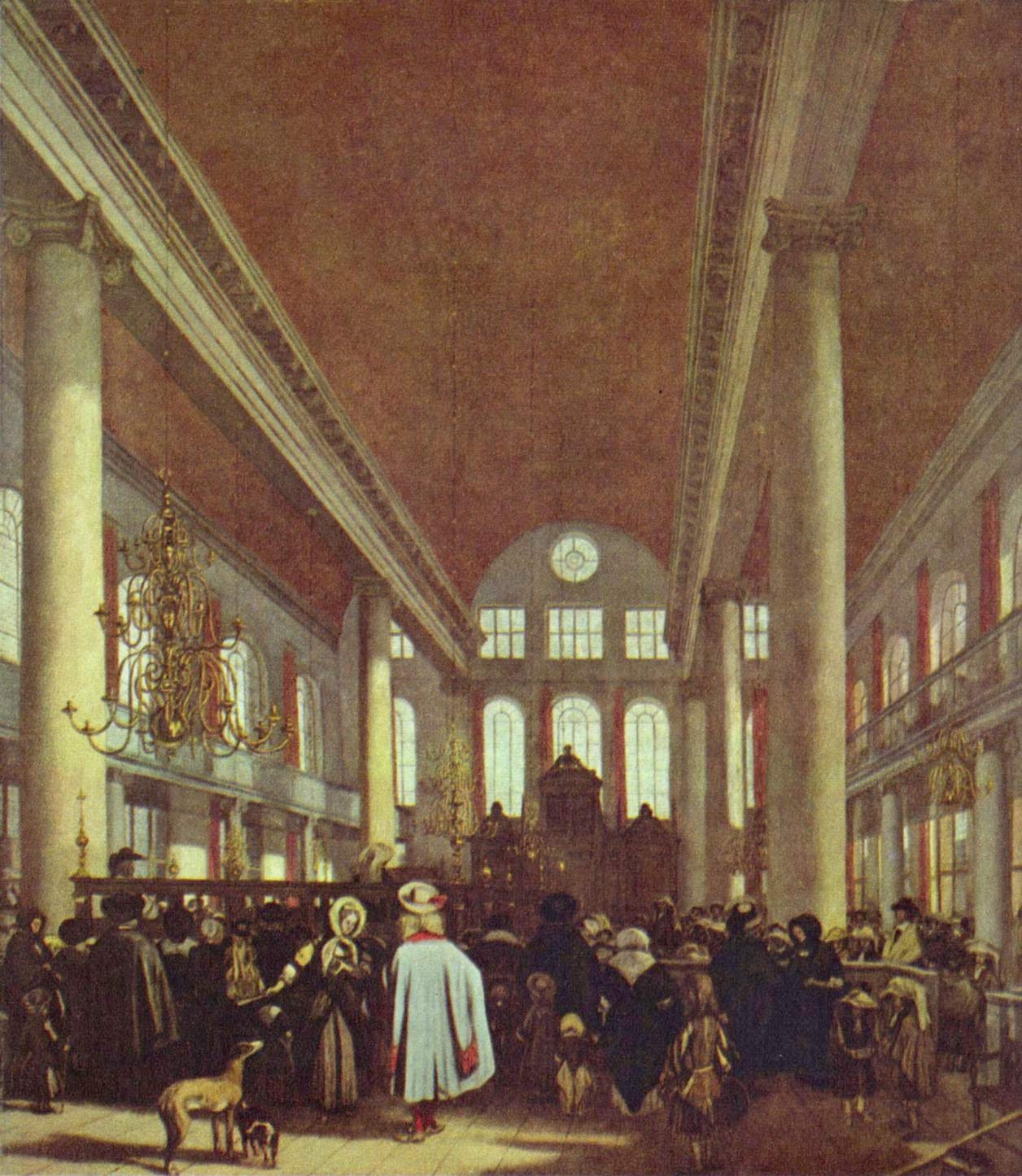
Représentation de l'intérieur de la synagogue par Emanuel de Witte, v. 1680

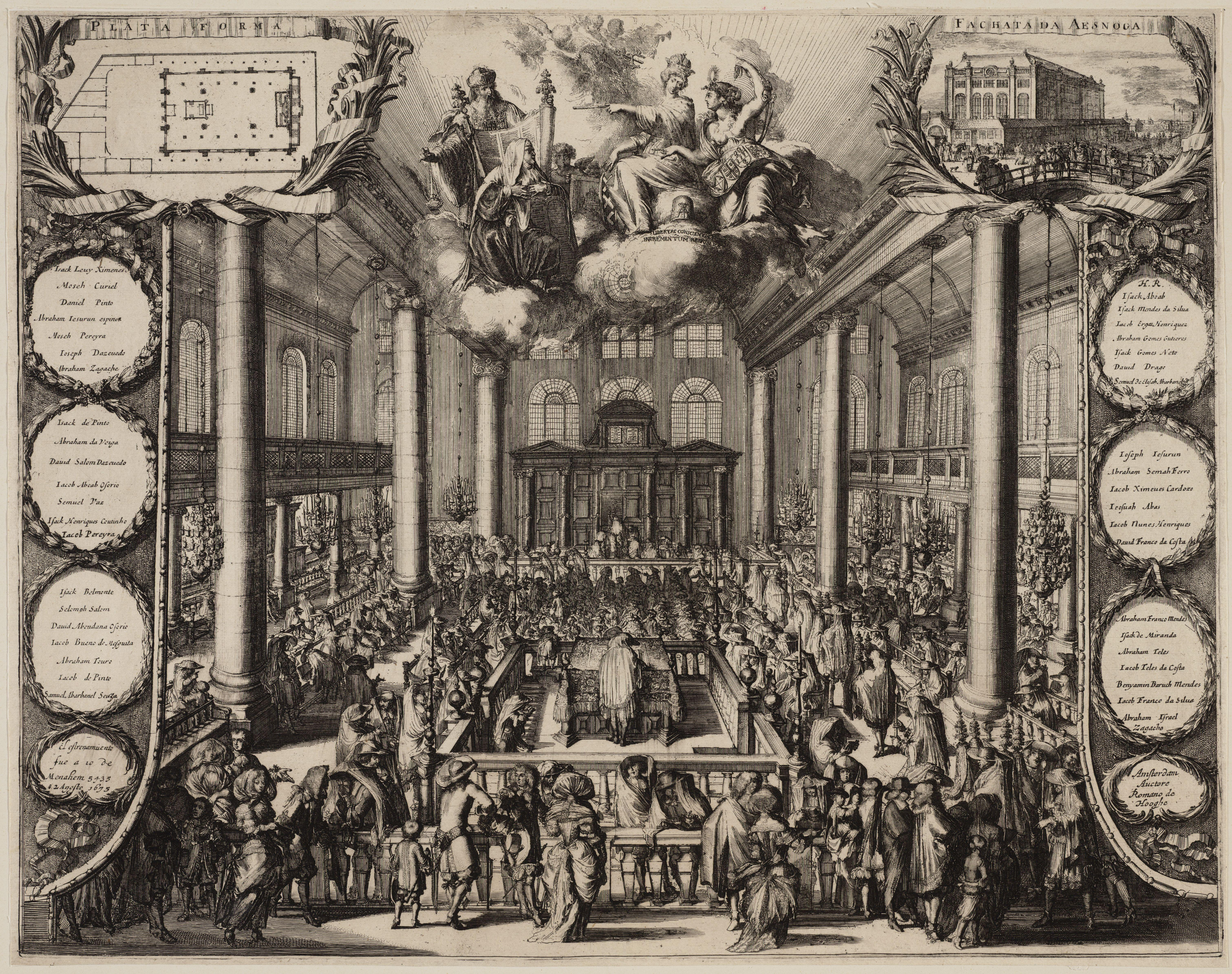
Inauguration de la synagogue portugaise d'Amsterdam (inscriptions en néerlandais, espagnol, hébreu, latin et français), le 2 août 1675, par Romeyn de Hooghe

La Synagogue portugaise, également connue sous les noms d'Esnoga (en judéo-espagnol אסנוגה) ou de Snoge, est une synagogue séfarade du XVIIe siècle, située à  Amsterdam aux Pays-Bas. 
Elle est située sur le Mr. Visserplein et le Jonas Daniël Meijerplein dans Jodenbuurt, l'ancien quartier juif de la ville. 

## Histoire

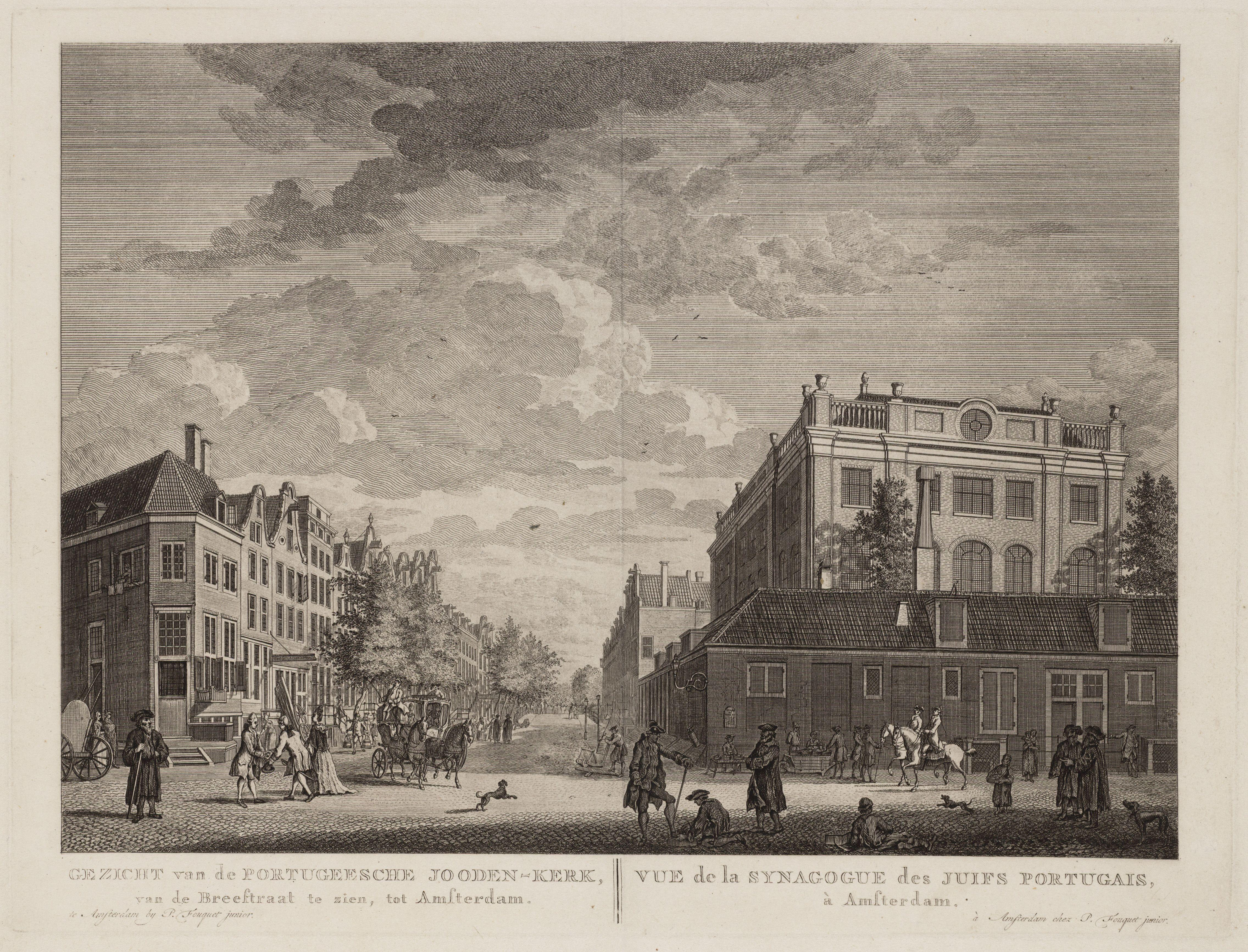
Vue de la synagogue des Juifs portugais à Amsterdam, gravure du Fouquet-Atlas (1760-1783)

Avec l'union d'Utrecht en 1579, les provinces hollandaises se libèrent du joug de la couronne d’Espagne. La liberté de culte qui règne aux Pays-Bas attire tous ceux qui sont opprimés pour leurs croyances. 
À la fin du XVIe siècle, de nombreux Juifs sont forcés de fuir la péninsule ibérique parce qu'on les contraint à se convertir au christianisme ou qu'ils sont persécutés pour leur religion et se réfugient notamment à Amsterdam, pour le climat de tolérance religieuse qui prévaut à l'époque dans la ville. Une grande communauté juive portugaise émerge. 
Les trois congrégations juives originelles d'Amsterdam, Beit Ya'aḳob (fondée par des Portugais en 1598), Neweh Shalom (fondée par des migrants d'Afrique du Nord en 1608) et Beit Yisrael (fondée en 1618) se consolident en 1638 en la congrégation unique appelée Talmud Torah et décident de bâtir un lieu commun de culte, afin d'assurer une union plus étroite pour accueillir les émigrés venus de différents pays, qui affluent en grand nombre à partir de 1640 pour vivre leur religion sans persécution sur cette « terre de liberté » surnommée la « Nouvelle Jérusalem ». Leurs anciens lieux de culte sont vendus ou transformés en Talmud Torah.
Dans la seconde moitié du XVIIe siècle, les Juifs sont autorisés à construire des synagogues importantes visibles de la rue - alors que les catholiques doivent encore dissimuler leurs églises, telle celle de Ons' Lieve Heer op Solder construite en 1661-1663. La synagogue portugaise doit s'implanter sur l'ancienne (nl) digue Saint-Antoine. Elle n'a pas de cimetière à proximité immédiate et utilisera le cimetière Beit Haïm à Ouderkerk .
La synagogue portugaise est construite entre 1671, quand la pierre angulaire du nouvel édifice est posée et 1675, quand la synagogue est consacrée. Elle est conçue sur des plans définitifs de 1670 par l'architecte municipal, ami des Juifs, (nl) Elias Bouwman (1636-1686) et l'architecte Daniël Stalpaert, dans des proportions imposantes durant le siècle d'or néerlandais où la communauté séfarade d'Amsterdam est en augmentation par l'arrivée constante de réfugiés et ses ressources financières florissantes.

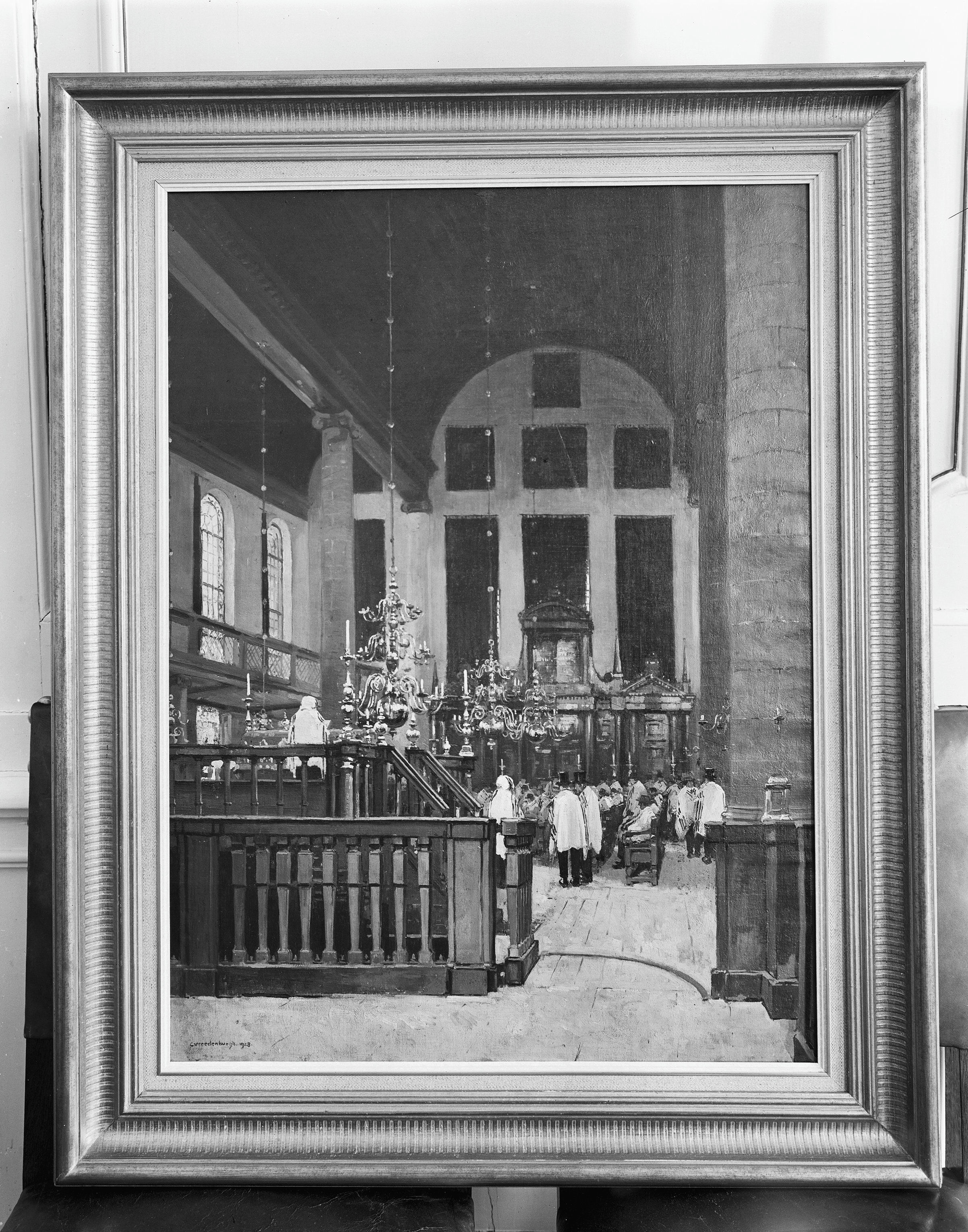
Esnoga par G. Vredenburg, 1923

Lors de son inauguration en 1675, la congrégation portugaise d'Amsterdam compte 898 membres masculins dont 586 étaient mariés et 312 célibataires selon la Jewish Encyclopedia et à la fin du siècle, près de 7 500 séfarades et ashkénazes venus d'Allemagne puis de Pologne, selon l'historien contemporain néerlandais Edward van Voolen.
Juifs et chrétiens ont chanté la gloire de cet édifice colossal, certainement la plus célèbre synagogue d'Europe car elle est la plus grande du monde d'alors. De nombreuses gravures sur cuivre existent encore, exécutées par les plus fameux graveurs hollandais, qui dépeignent ses proportions imposantes. 
En 1701, la synagogue de Bevis Marks à Londres est disposée sur son modèle. En 1732, elle sert de modèle à la synagogue Mikvé Israël-Emanuel de Willemstad à Curaçao et inspire en 1736, celle de (en) Zedek ve Shalom ("Paix et Justice")  à Paramaribo au Suriname. 
Autrefois nombreuse, la communauté juive portugaise d'Amsterdam se reconstruit après la Shoah où elle perdit 3 700 membres sur 4 300 qui la composaient avant guerre ; la synagogue compte de nos jours 250 familles affiliées à la communauté et environ 630 membres. 
Tous les hommes de la communauté respectent l'ancienne tradition de porter un chapeau haut de forme lors des fêtes et cérémonies juives qui ont lieu à Esnoga, et au moins le rabbin et le chef de la communauté en portent chaque shabbat.
Du bâtiment synagogal initial, seule la synagogue portugaise remplit toujours sa fonction d'origine.
Esnoga d'Amsterdam et la synagogue Alte-Neue de Prague sont les plus anciennes synagogues occidentales aujourd'hui en fonctionnement.

## Description

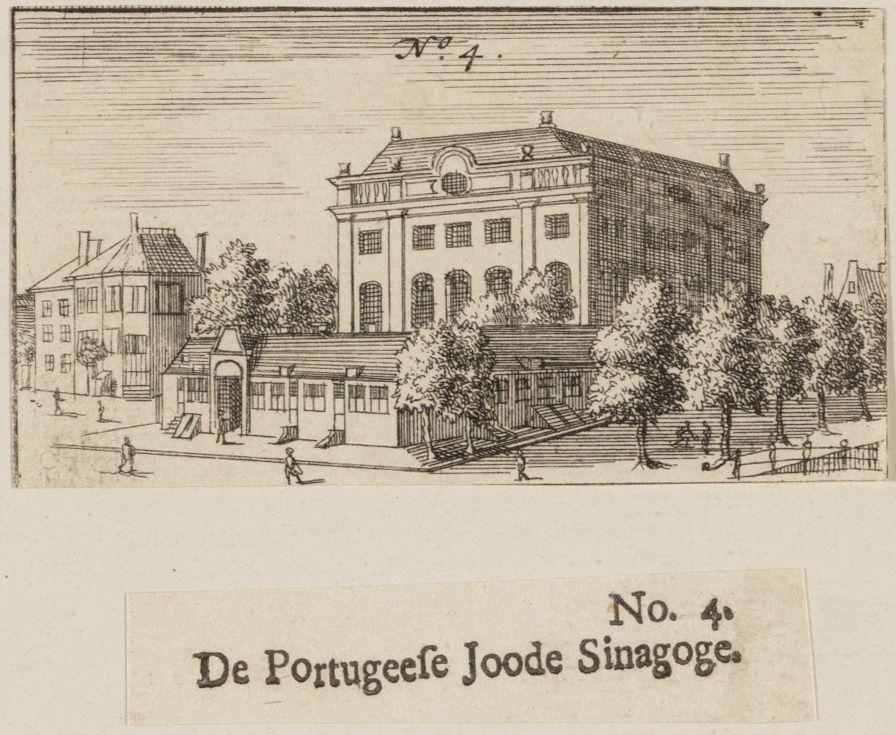
La synagogue reliant l'entrée de (nl) Muiderstraat et les maisons de (nl) Rapenburgerstraat, gravure de James Verheyden, 1723

L'ensemble est dessiné par Elias Bouwman sur un carré entouré de bâtiments qui comprennent la synagogue (36 x 28 x 19,5 mètres). Cette construction et la forme du bâtiment lui-même font référence au Temple de Salomon à Jérusalem, dont le rabbin (en) Jacob Judah Leon dit « Templo » effectue le modèle en bois en 1641, à partir de la reconstitution de (es) Juan Bautista Villalpando et Hieronymo Prado publiée entre 1595 et 1606. Une réplique de ce modèle peut être vue dans le Musée biblique d'Amsterdam. 
Le style architectural austère classique, connu sous le nom « style épuré », est semblable à celui des églises protestantes de cette période. Les façades se placent sur tous les côtés d'une section centrale légèrement en saillie avec trois axes de fenêtre. Au-dessus et en dessous des grandes fenêtres en plein cintre se trouvent les fenêtres basses et rectangulaires. Celles de la partie supérieure suggèrent un étage en mezzanine. L'emplacement des toitures de bâtiments rectangulaires passe en diagonale derrière une balustrade. Les extrémités des parois sont décorées avec des pilastres colossaux qui ajoutent à l'aspect de solidité de l'édifice. À l'intérieur, des tonnelles en bois sur linteaux sont soutenues par des colonnes de style ionique en grès. En partie surélevée, les galeries reposent également sur des colonnes ioniques.
Comme au XVIIe siècle, la synagogue n'est pas chauffée et l'éclairage par chandeliers se fait toujours à la bougie. Une autre de ses particularités est d'être la seule synagogue au monde en dehors des quatre autres situées aux Caraïbes, dont le sol est recouvert de sable (pour absorber la poussière, l'humidité et le bruit).

### Ets Haïm (Arbre de vie)

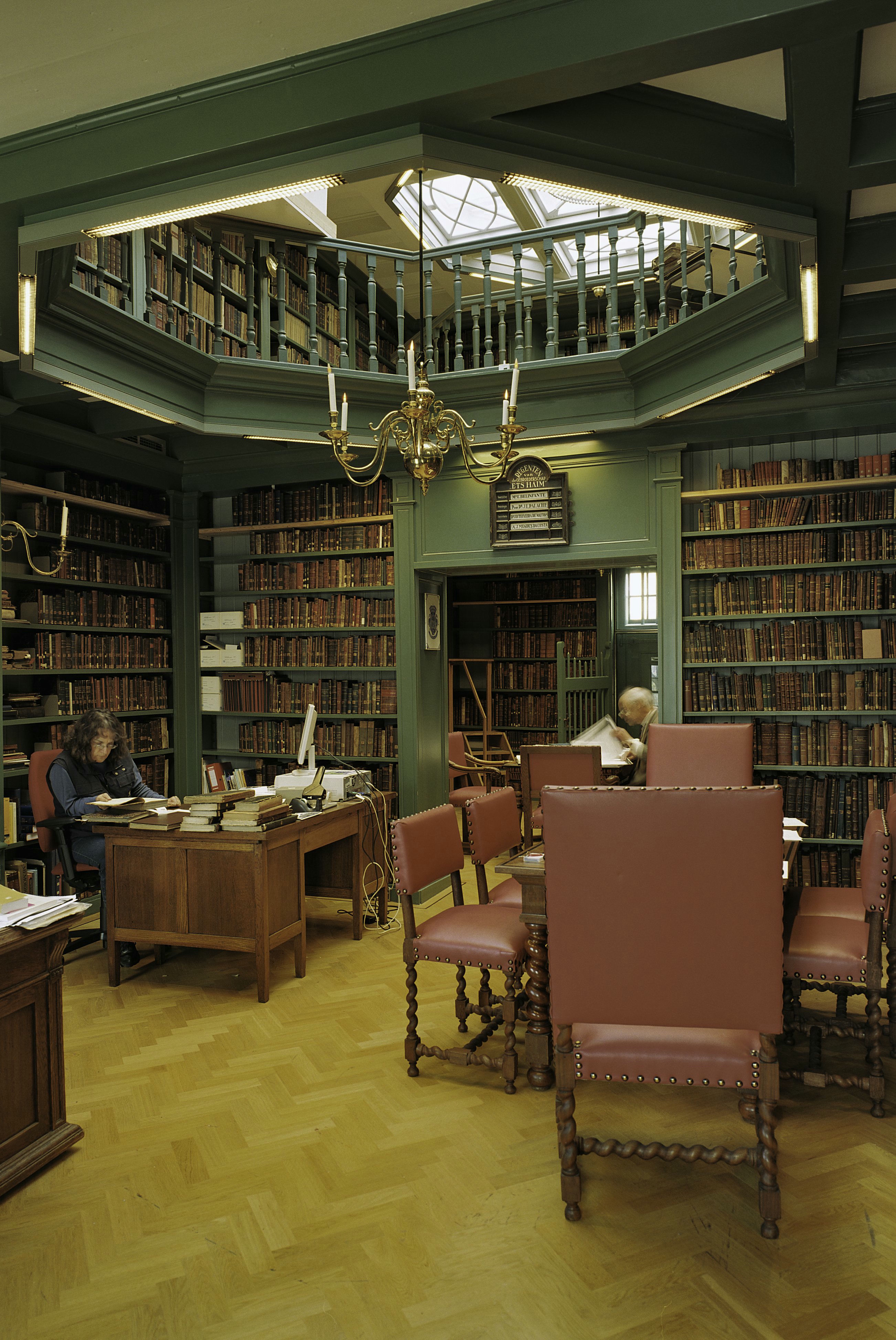
Intérieur de la bibliothèque Montesinos

Les bâtiments de service accueillent la congrégation Ets Haïm créée en 1616. Depuis la restauration de 1953-1959, la congrégation se sert de l'auditorium du séminaire comme une synagogue d'hiver car le Snoge n'est pas chauffé.

#### BibliothèqueLivraria Montezinos
Dans les locaux d'Ets Haïm se trouve la prestigieuse bibliothèque (nl) Livraria Montezinos qui est considérée comme l'une des plus importantes bibliothèques juives dans le monde. Elle est placée sur la liste du patrimoine mondial pour les documents de l'UNESCO qui reconnaît ainsi officiellement l'importance universelle de cette bibliothèque. 
Elle comprend quelque 30 000 ouvrages imprimés (de 1484 à nos jours) et 500 manuscrits (de 1282 au XXe siècle) abordant tous les aspects des études juives, la littérature, l'histoire et les sciences naturelles. La bibliothèque s'est grandement enrichie lorsque le bibliographe David Montezinos lui a fait don de sa collection privée en 1891, date à laquelle la bibliothèque a pris le nom de Livraria Montezinos. 

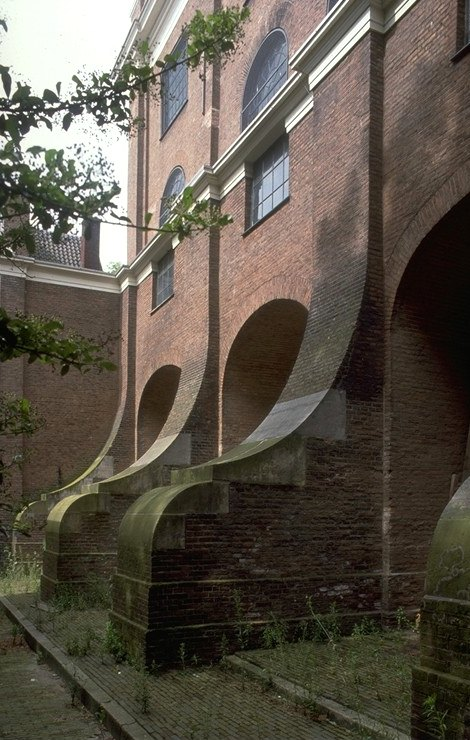
Détail architectural extérieur

## Restauration
Une restauration a lieu entre 1953 et 1959. Puis une autre s'est occupée en 1978 de la réfection du toit, achevée en 1993. Les fenêtres en plein cintre rouillées sont restaurées et les fermetures remplacées par des matériaux inoxydables. Les bâtiments extérieurs, les clôtures permanentes, et intérieurs, la cour et les meubles sont réparés et nettoyés. Une nouvelle restauration débute en 2010. Des décennies de restauration et de modernisation de la synagogue pour aussi favoriser un meilleur accès du public permettent enfin son ouverture inaugurée par la reine Beatrix en décembre 2011 puis en mars 2013,.

## Confusion
La Synagogue portugaise d'Amsterdam ne doit pas être confondue avec la Grande Synagogue d'Amsterdam (nl) conçue par le même architecte et construite en 1671, aujourd'hui devenue le Musée historique juif.

## Premiers dirigeants notables

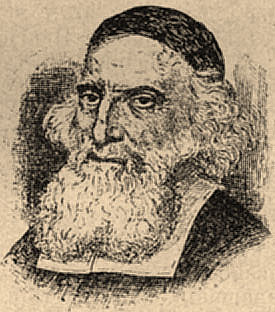
Isaac Aboab da Fonseca (1605—93)

- (de) Uri ben Joseph haLevi (1543-1621/1625), rabbin et prédicateur d'origine allemande, considéré comme le fondateur de la communauté séfarade d'Amsterdam[17], dont le fils, Aaron ha-Levi (né en 1578), traduisait en espagnol, les propos de son père germanophone[18].
- Le philosophe italien Saul Levi Morteira (1596-1660), dit « rabbin de Spinoza »[5].
- (en) David ben Yosef Pardo (1591-1657) venu de Salonique, chef de Bet Yisrael.
- Le rabbin portugais de Madère Menasseh ben Israel (1604-1657), en fonction jusqu'à 1655, est le premier dirigeant de la communauté qui a laissé une empreinte notable.
- Le rabbin Isaac Aboab da Fonseca[19] (1605-1693) marrane portugais de retour de Recife, qui assiste à l'inauguration d'Esnoga en 1675.
- En 1680, le kabbaliste oranais venu de Londres en passant par Hambourg et Livourne, rabbin (en) Haham Jacob ben Aaron Sasportas (1610-1698) prend la tête d'Ets Haïm et en 1693, devient grand-rabbin de la communauté d'Amsterdam, après la mort d'Aboab.Le Sermon du dayan Cardozo, synagogue d'Amsterdam, le 22 juillet, 1866 par Jacob-Emile-Edouard Brandon

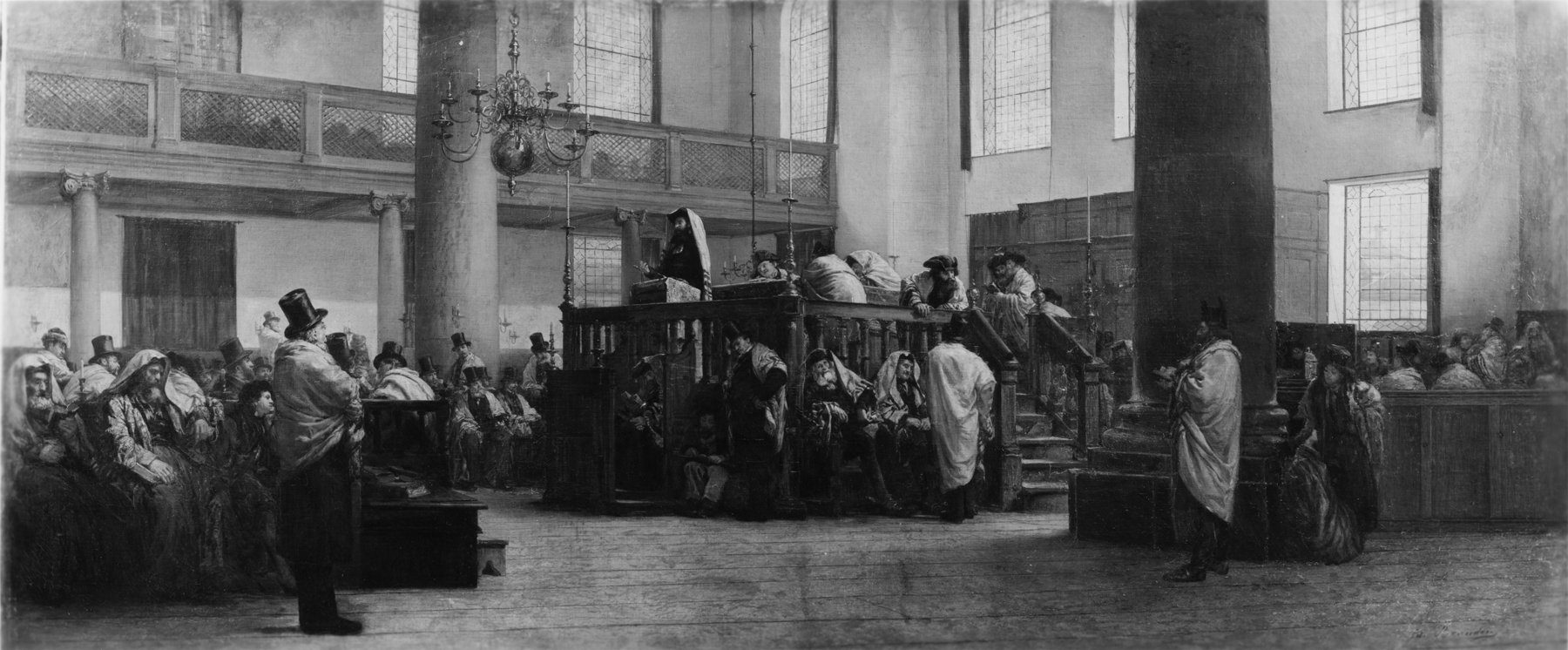
Le Sermon du dayan Cardozo, synagogue d'Amsterdam, le 22 juillet, 1866 par Jacob-Emile-Edouard Brandon

- Les frères de Pinto, (nl) Isaac, Jacob, Aron, nés au XVIIIe siècle, créent la yeshiva Keter Torah et s'alternent au conseil de la communauté jusqu'en 1760 mais seul (nl) Aron de Pinto a dirigé Ets Haïm.
- Le médecin, hygiéniste, urbaniste et philanthrope Samuel Sarphati (1813-1866) devient aussi dirigeant de la communauté amsterdamoise[20].
- Compte également le talmudiste (en) David de Jahacob Lopez Cardozo (1808-1890) nommé Ab Beit Din d'Esnoga en 1839 et fait chevalier par le roi de l'Ordre du Lion Néerlandais pour services rendus à son pays[21].

## Collections
La synagogue présente actuellement de riches collections du patrimoine juif culturel composées, de :
- rouleaux de sefer Torah - le plus ancien datant du XIVe siècle fut offert à la communauté par son premier rabbin, Uri ben Joseph haLevi ;
- vaisselle et objets d'argenterie finement sculptée à destination cultuelle ou décorative ;
- 600 pièces de tissus anciens dont en soie, servant à protéger les rouleaux de la Torah ;
- précieux manuscrits, estampes et livres anciens de la bibliothèque Ets Haïm, dont la première traduction en espagnol d'Éloge de la Folie d'Erasme datant de 1511, retrouvée en 2012[24].

Vues de la synagogue de nos jours
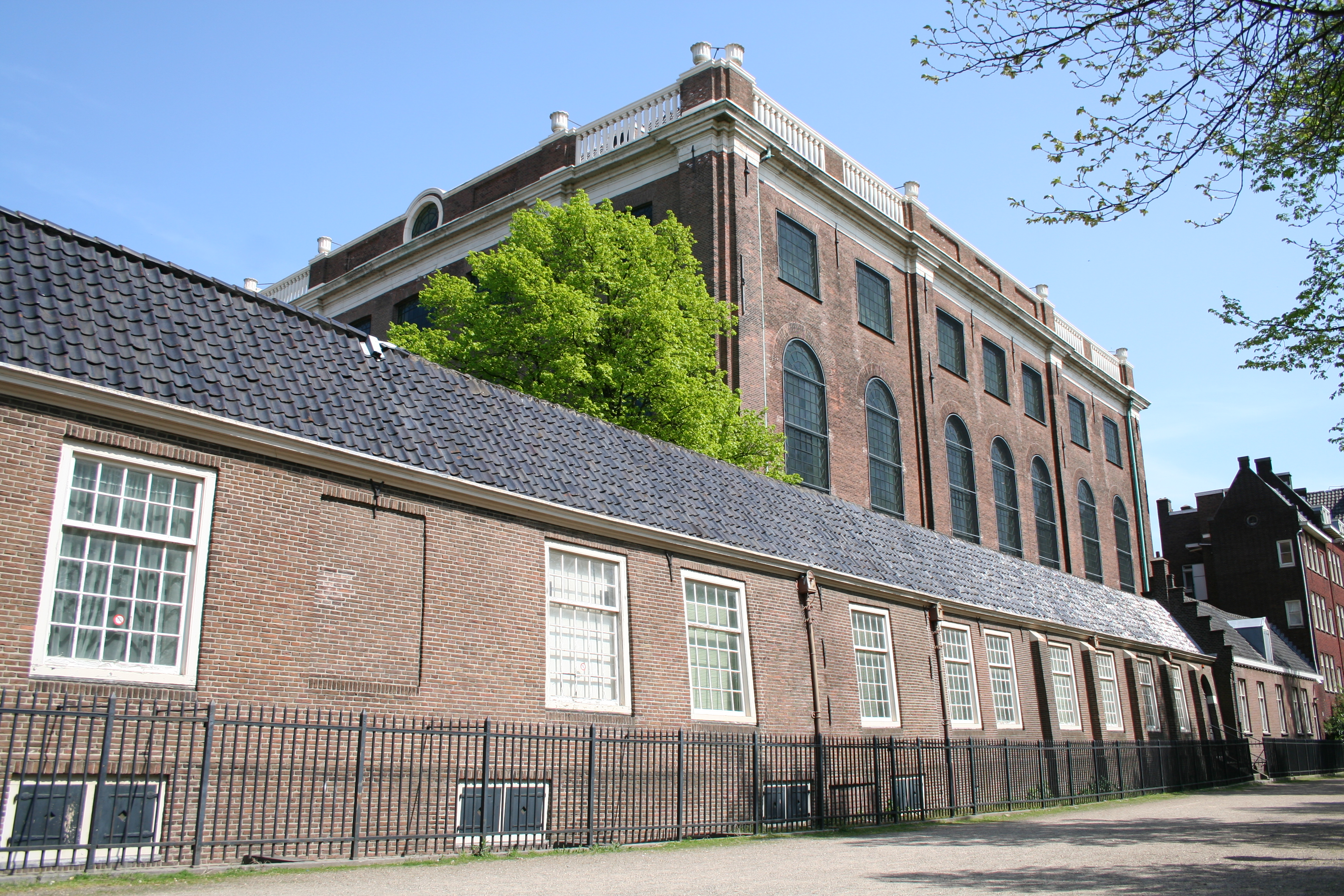
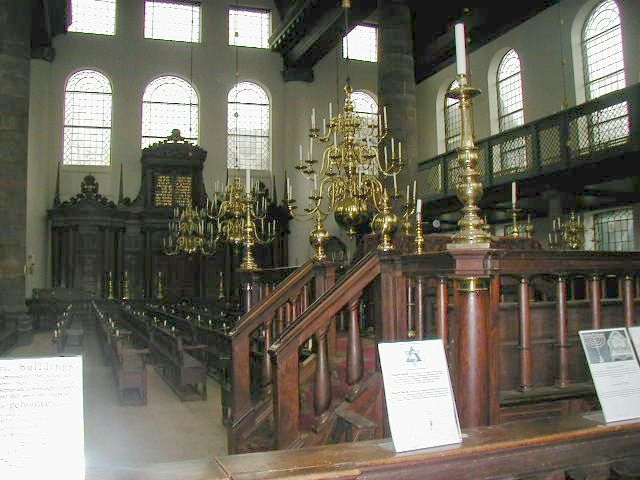
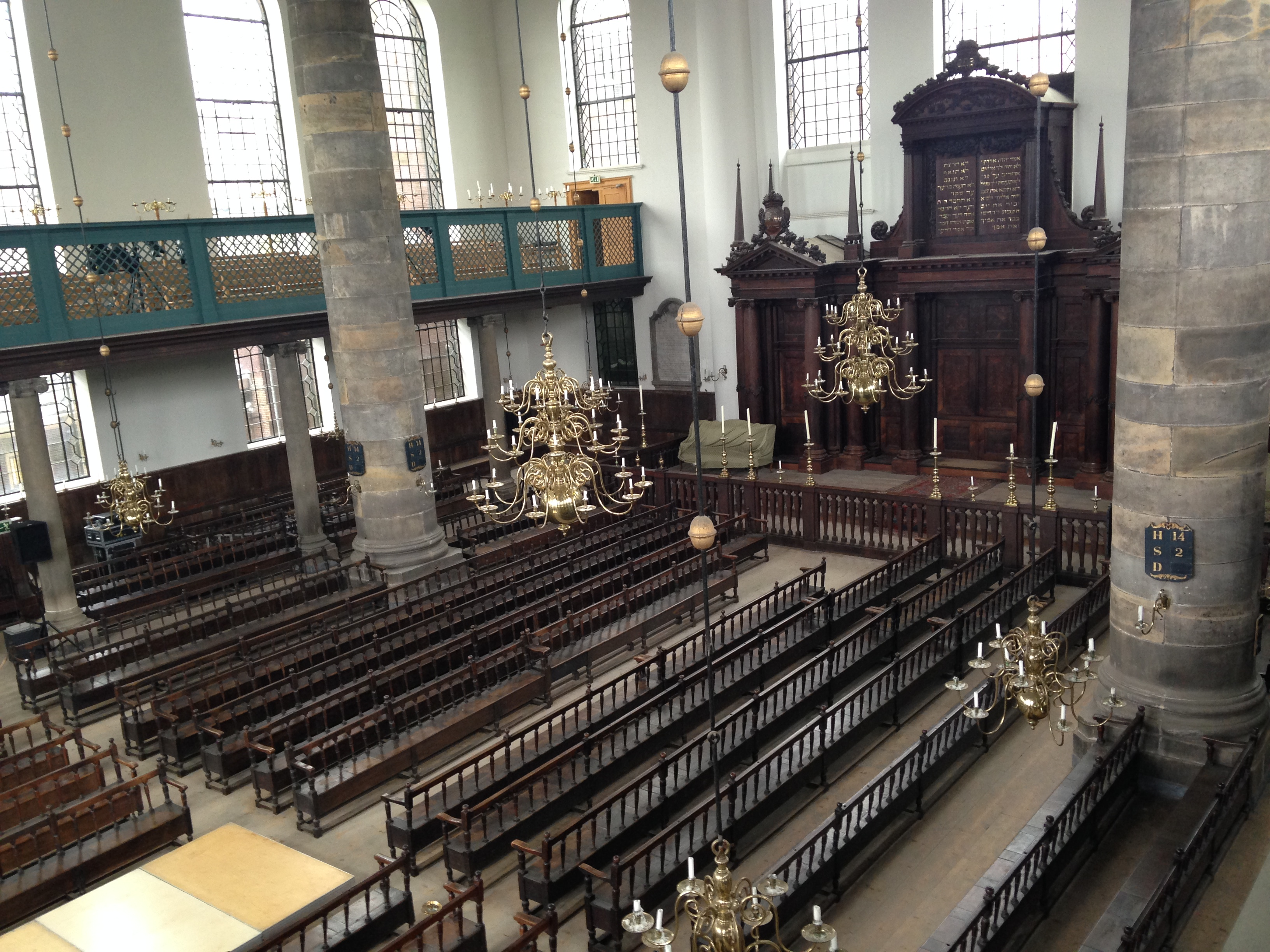
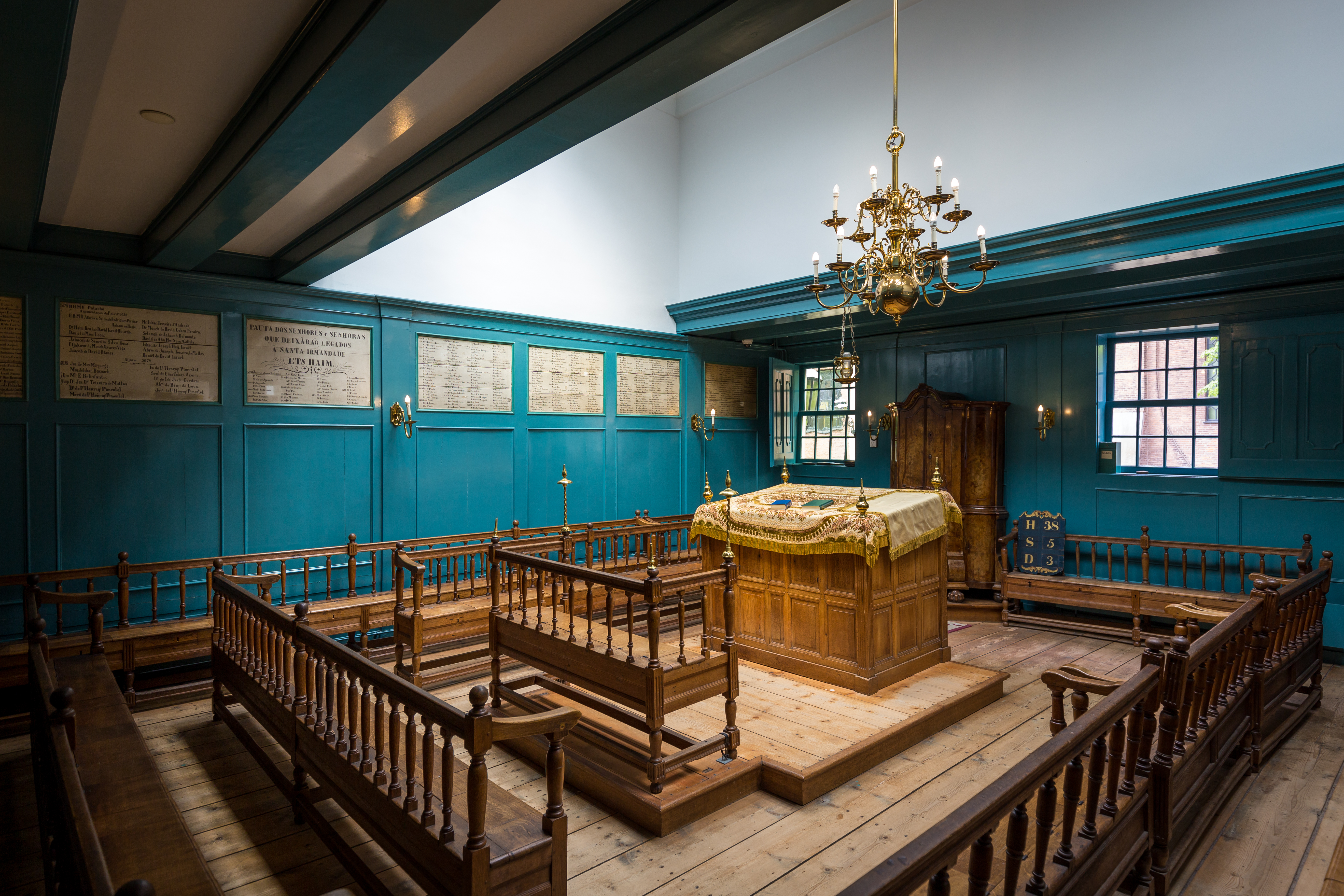
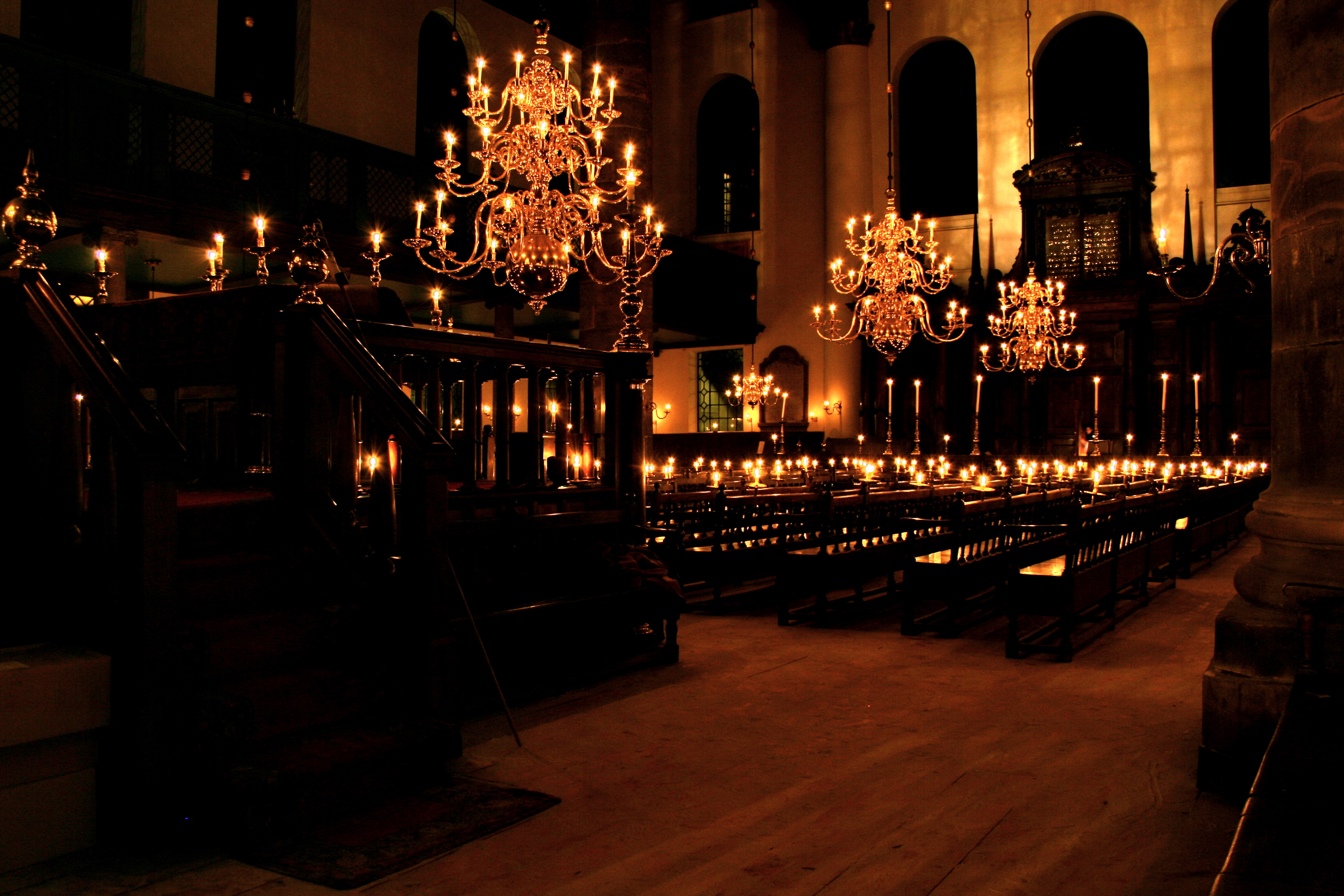
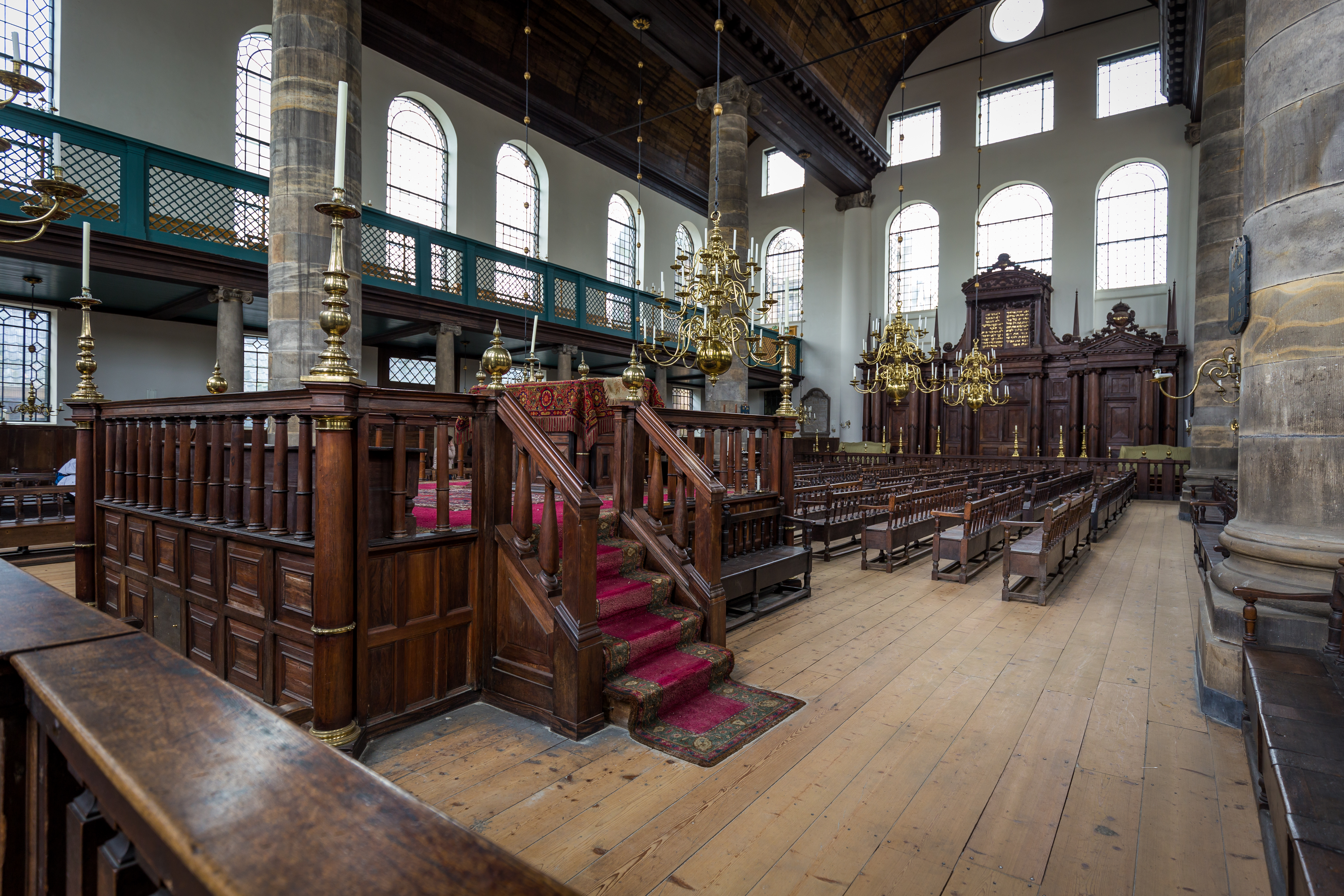
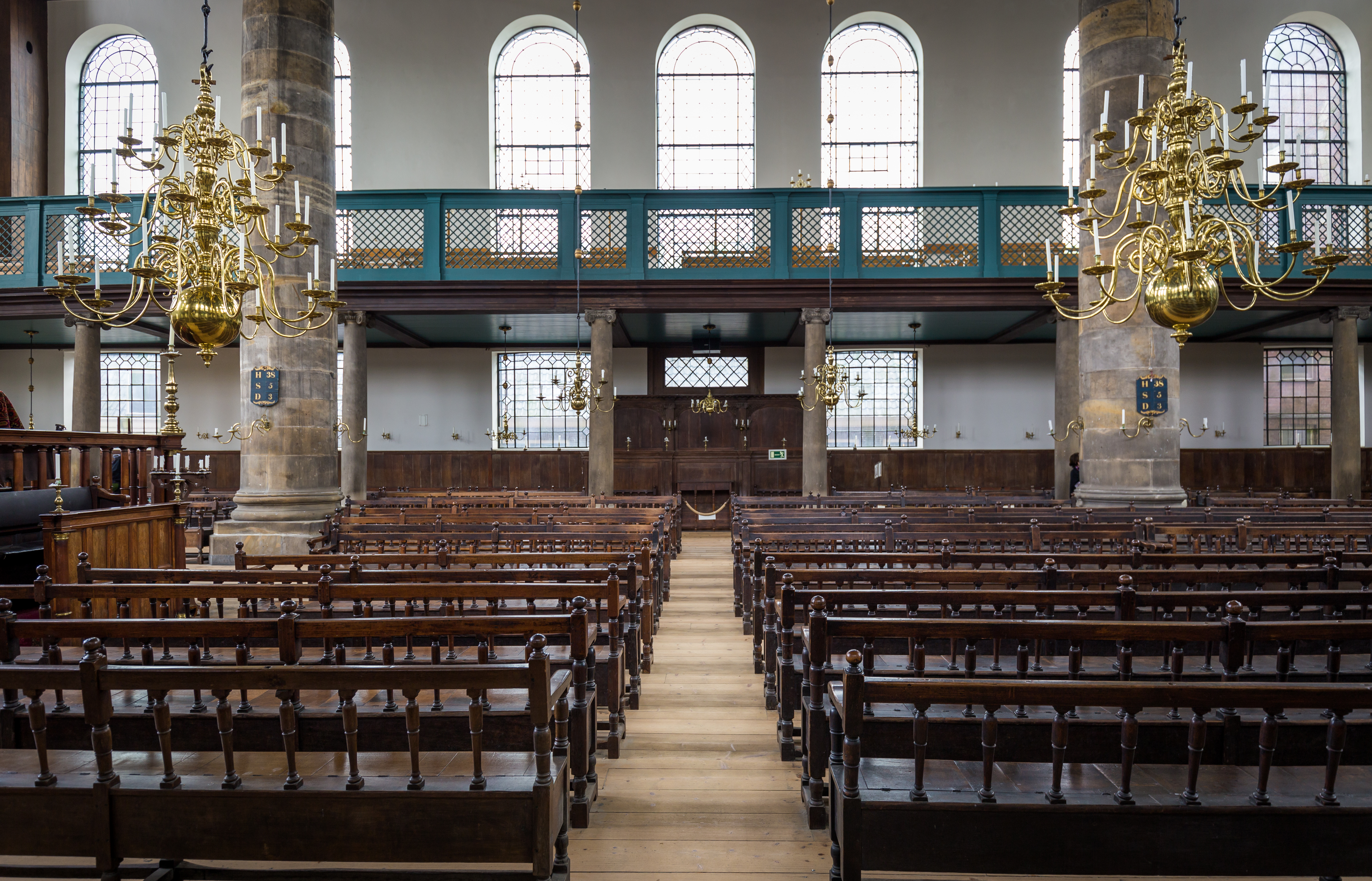
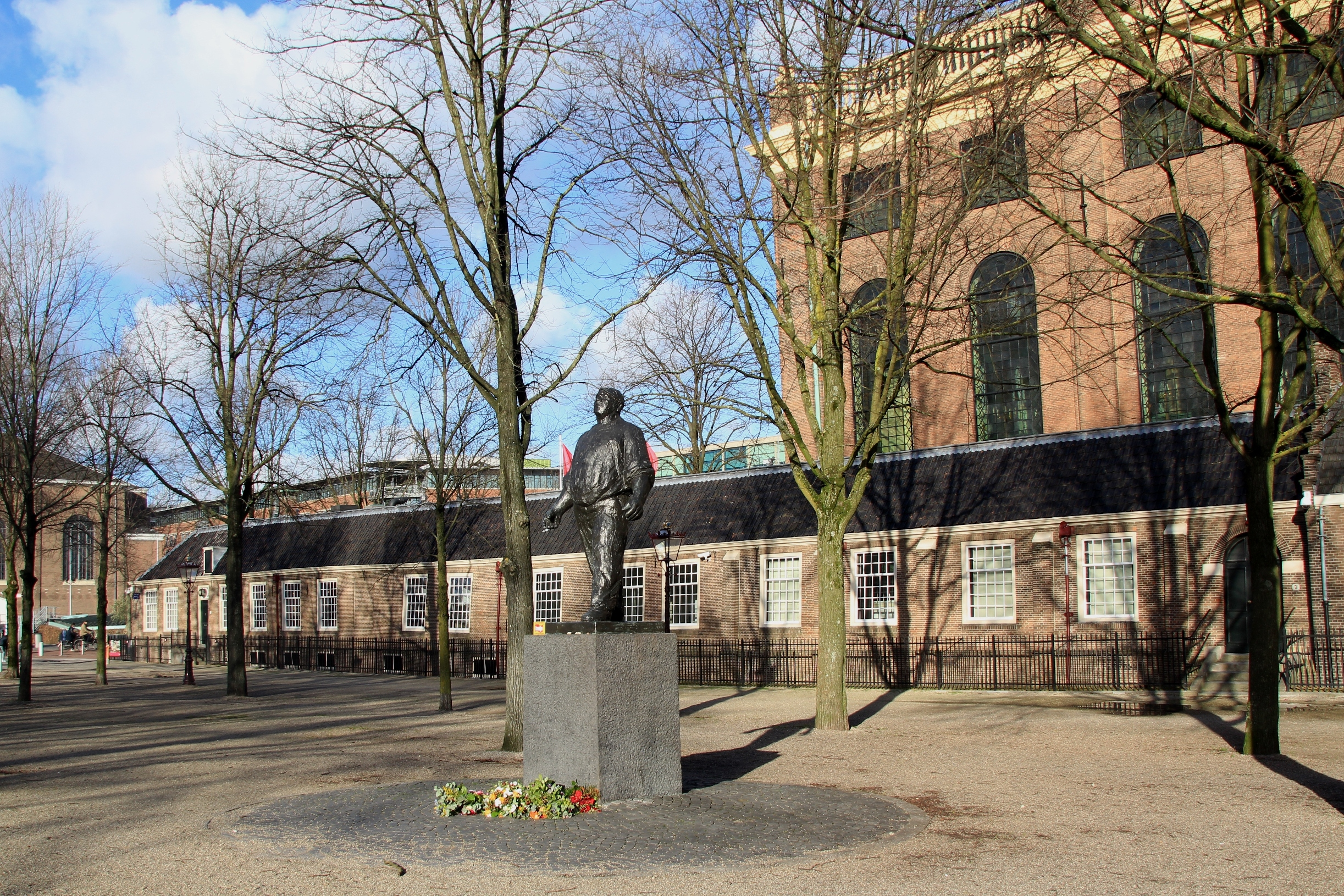